# عصبة النور
عصبة النور هي مجموعة مسلحة متطرفة تنتمي لفكر السلفية الجهادية، أسسها عبد الله شريدي عام 1991.

## مواجهات عين الحلوة 2003
في مايو من العام 2003 اندلع القتال بين أفراد من ميليشيا عصبة النور ومسلحين من حركة فتح في مخيم اللاجئين الفلسطينيين في عين الحلوة بعد اطلاق النار على زعيم عصبة النور عبد الله شريدي في 17 مايو، ما أدى إلى إصابته ومقتل أحد حراسه. هاجم حوالي 200 مقاتل من عصبة النور مكاتب حركة فتح مما أدى إلى مقتل ثمانية أشخاص وإصابة 25 آخرون بجروح في القتال في مخيم عين الحلوة. بعد شهرين من الكمين توفي عبد الله الشريدي متأثرا بجراح أصيب بها خلال الهجوم. ووافقت حركة فتح على وقف إطلاق النار بعد أن فشلت في هزيمة الأصوليين في المخيم.

## صلات مع تنظيم القاعدة
تعتبر عصبة النور فرعا من عصبة الأنصار، المدرجة على قائمة الولايات المتحدة للمنظمات الإرهابية بسبب صلات مزعومة بينها وبين تنظيم القاعدة.